# Телетайп
Телетайп, телепринтер (на английски: teletypewriter, Teletype, TTY) е вид електромеханична пишеща машина, предназначена за телекомуникация на съобщения чрез изписване на текст върху дълга хартиена лента. Макар че на български е възприето определението „Телеграфен апарат, който изписва буквите на съобщението върху дълга книжна лента“, устройството има и други приложения, освен в телеграфията – например като входно-изходно устройство за първите мейнфрейм компютри, което изпраща командите на оператора към компютъра и печата отговора. Някои модели могат да използват и перфолента за четене и запис на данни. В модерните компютри телетайпът е изместен от комбинацията на електронен компютърен терминал или монитор с клавиатура.
Начините на телекомуникация на телетайпа са различни – по обществената телефонна мрежа чрез обикновена линия с модем или чрез наета линия, по специално предназначени мрежи за телеграфия (в този случай апаратът се нарича телекс), както и с радиовръзка.
Телепринтери все още се използват в авиационната индустрия (Aeronautical Fixed Telecommunication Network, AFTN) както и като специални устройства за хора с увреден слух (Telecommunications Devices for the Deaf, TDD) за комуникация по обикновена телефонна линия.